# Bangem
Bangem ist eine Gemeinde in Kamerun. Sie liegt in der Region Sud-Ouest und ist der Hauptort des Départements Koupé-Manengouba.

## Lage
Bangem liegt im Westen Kameruns. Östlich der Gemeinde erhebt sich der erloschene Vulkan Manengouba. Etwa 10 Kilometer südöstlich liegt Nkongsamba. Die Gemeinde ist von Regenwald umgeben. 

## Verkehr
Bangem liegt an der Provenzialstraße P17.